# Georg Gartner
Georg Gartner (9 de julio de 1966 en Viena, Austria) es un cartógrafo y geógrafo austríaco.

## Vida y carrera profesional
Gartner estudió geografía en la Universidad de Viena y comenzó a especializarse en cartografía desde el principio. En 1991 completó sus estudios y cambió a la Universidad Técnica de Viena, donde comenzó a escribir su tesis. Con algunas interrupciones por estancias en el extranjero en Nebraska (EE. UU.), Melbourne (Australia) y Cantón (China), entre otros, se convirtió en asistente universitario en el Instituto de Cartografía y Tecnología de la Reproducción de la Universidad Técnica de Viena. En marzo de 2007 fue nombrado catedrático universitario del Instituto de Geoinformación y Cartografía.
Gartner es el editor de la serie de libros "Lecture Notes in Geoinformation and Cartography" (Springer) y editor en jefe del "Journal on Location-based Services" (Taylor & Francis). Fundó la serie de conferencias "Location-based Services". Fue cofundador del Máster Internacional en Cartografía ("Cartography M.Sc.") junto con la Universidad Técnica de Múnich, la Universidad Técnica de Dresde y la Universidad de Twente.
De 2011 a 2015, Georg Gartner fue presidente de la Asociación Cartográfica Internacional (ACI). Durante este tiempo, entre otras cosas, la ACI fue admitida en el Consejo Internacional de Ciencias (ICSU, International Council of Science Union) como miembro de pleno derecho, su propio medio de publicación de la ACI, el International Journal of Cartography (IJC), y el Año Internacional de los Mapas 2015-2016 ("International Map Year 2015-2016") apoyado por las Naciones Unidas.

## Enfoque de su investigación
En su trabajo de investigación, Gartner se ocupa principalmente de los servicios basados en localización (LBS por sus siglas en inglés), que se pueden clasificar en el campo de la telecartografía o cartografía multimedia.
El segundo foco de investigación de Gartner y sus colaboradores es considerar cómo hacer que el propio entorno se comunique, lo que se denomina 'entorno inteligente' e incluye, por ejemplo, 'pantallas públicas', pantallas instaladas frente a edificios. En informática, esto se conoce como computación ubicua . En cartografía, este concepto se utiliza para comunicar información espacial.

## Publicaciones
- Cartwright, William; Crampton, Jeremy; Gartner, Georg; Miller, Suzette; Mitchell, Kirk; Siekierska, Eva; Wood, Jo (2001). «Geospatial Information Visualization User Interface Issues». Cartography and Geographic Information Science (en inglés) (Taylor & Francis) 28 (1): 45-60. doi:10.1559/152304001782173961.
- Gartner, Georg; Huang, Haosheng (2016). «Recent research developments in modern cartography in Europe». International Journal of Cartography (Taylor & Francis) 2 (1): 1-5. doi:10.1080/23729333.2016.1187908.
- Ledermann, Florian; Gartner, Georg (2015). «Mapmap. js: a data-driven web mapping API for thematic cartography» (PDF). Rev Bras Cartografia 5 (67).
- Riegler, Monika; Wenk, Martin; Aufhauser, Elisabeth; Ledermann, Florian; Schmidt, Manuela; Gartner, Georg (2015). «genderATlas Austria – Elaboration of a user group-oriented online tool». Mitteilungen der Österreichischen Geographischen Gesellschaft 157. pp. 323-339. ISBN 978-3-901313-28-8.